# 阿兰库尔 (埃纳省)
阿兰库尔（法語：Alaincourt，法語發音：[alɛ̃kuʁ]）是法国上法蘭西大區埃纳省的一个市镇，属于圣康坦区。

## 地理
阿兰库尔（49°45'52"N, 3°22'32"E）面积5.9 平方千米，位于法国上法蘭西大區埃纳省，该省份为法国北部内陆省份，北起北部省，西接索姆省和瓦兹省，东临阿登省和马恩省，西南至塞纳-马恩省，东北部与比利时接壤。
与阿兰库尔接壤的市镇（或旧市镇、城区）包括：贝特尼库尔、布里西-阿梅日库尔、瑟里济、莫伊德莱讷、塞里莱梅济耶尔、于尔维莱尔。

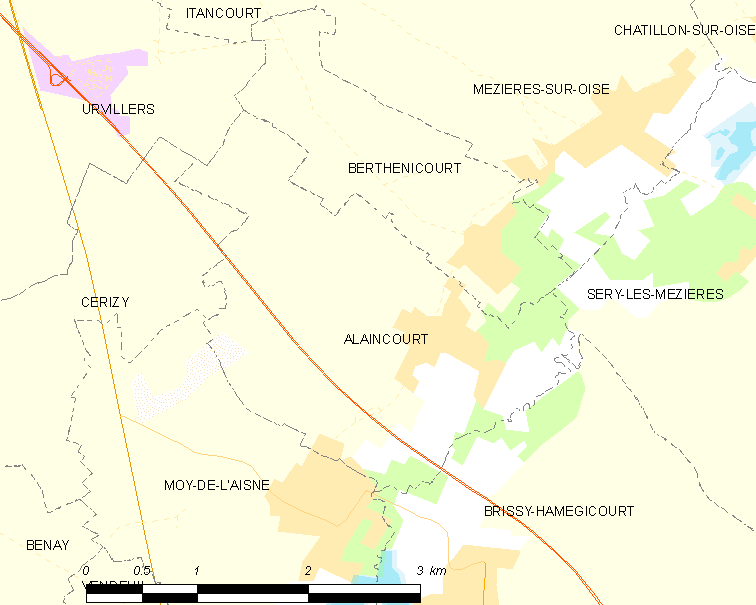
的OSM定位图

阿兰库尔的时区为UTC+01:00、UTC+02:00（夏令时）。

## 行政
阿兰库尔的邮政编码为02240，INSEE市镇编码为02009。

## 政治
阿兰库尔所属的省级选区为里布蒙县。

## 人口

1962-2008年间人口变化图示

阿兰库尔于2022年1月1日时的人口数量为522人。